# Розторопша плямиста
Розторопша плямиста (Silybum marianum) — вид трав'янистих рослин з роду розторопша родини айстрові.

## Назва
Народні назви: коловатнє зілля, комочник, Мар'їно гостропестро, растопша, расторопша, татарник.

## Поширення та середовище існування
Поширена по всій Європі крім півночі, на Кавказі, у південній частині Західного Сибіру, у Середній Азії, у західній і південно-західній Азії, північній і північно-східній Африці. Інтродукована рослина на північ Європи, у Північну й Південну Америку, Австралію, Південну Африку, південно-східну та східну Азію.
В Україні росте як бур'ян — на полях, уздовж доріг, на пустелях, смітниках та сухих місцях.

## Практичне використання
Часто культивується на городах як декоративна та лікарська рослина. Порошок розторопші додають до їжі, або вживають у вигляді чаю. З розторопші виготовляють олію.

## Світлини

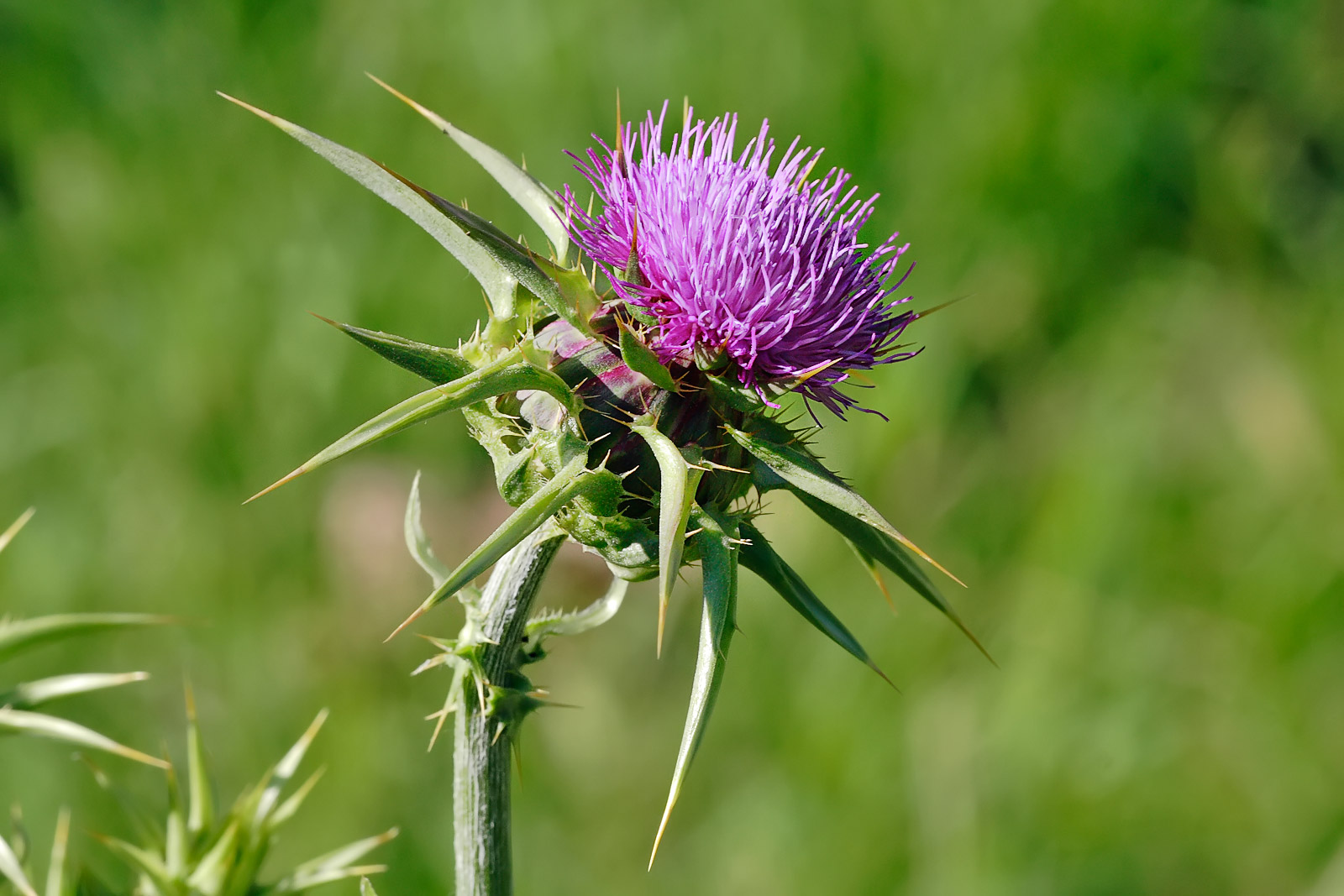
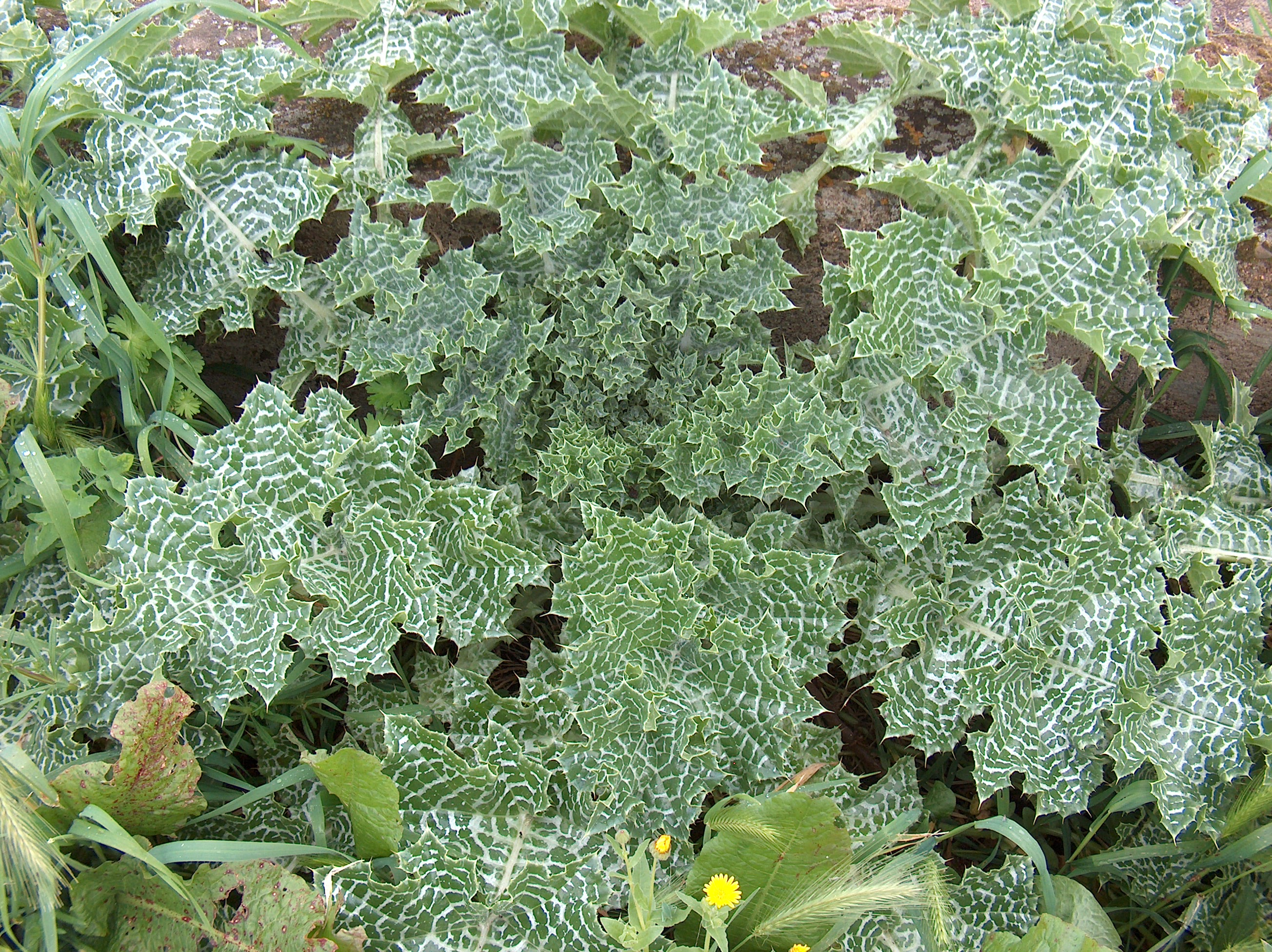
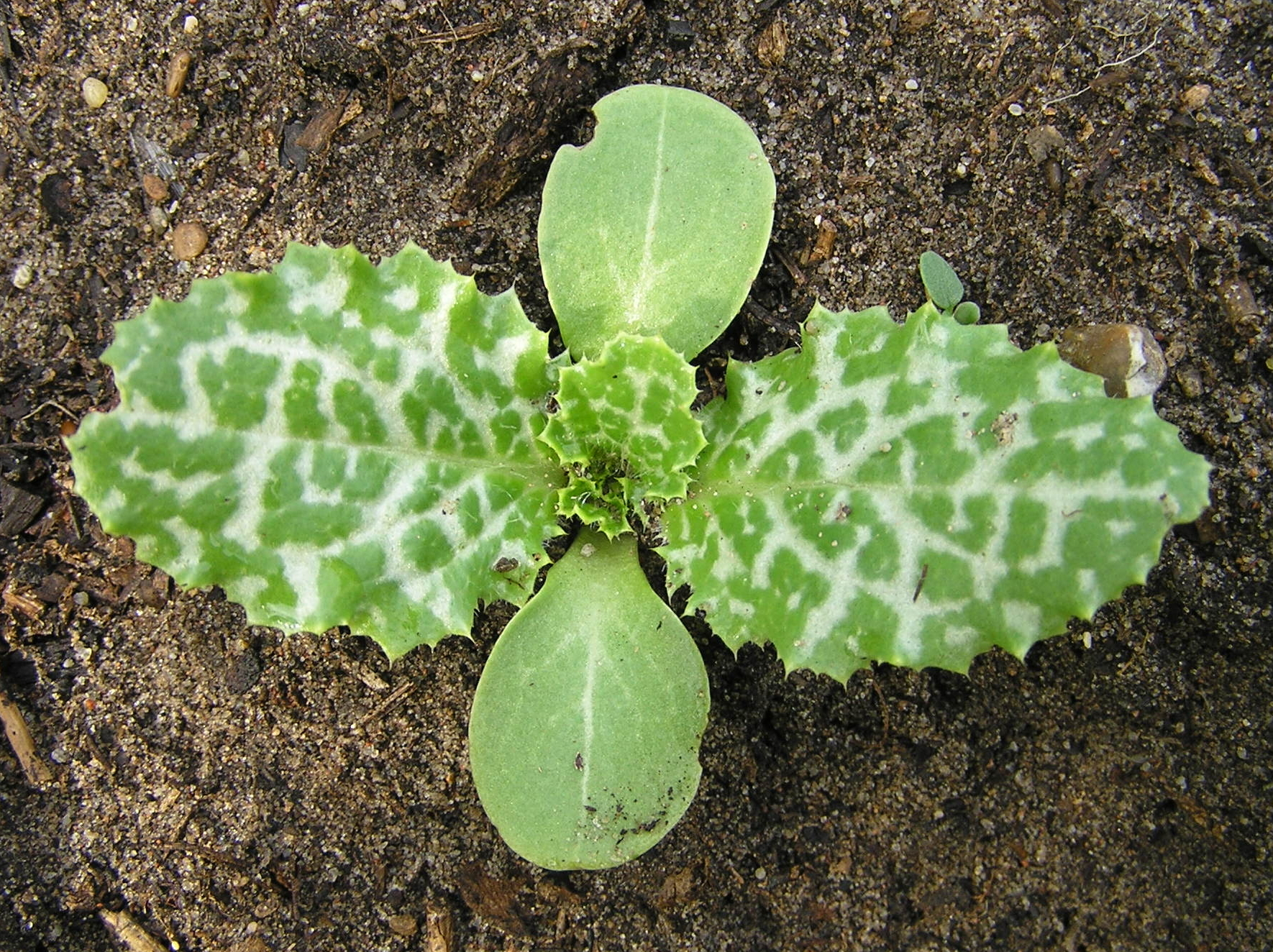
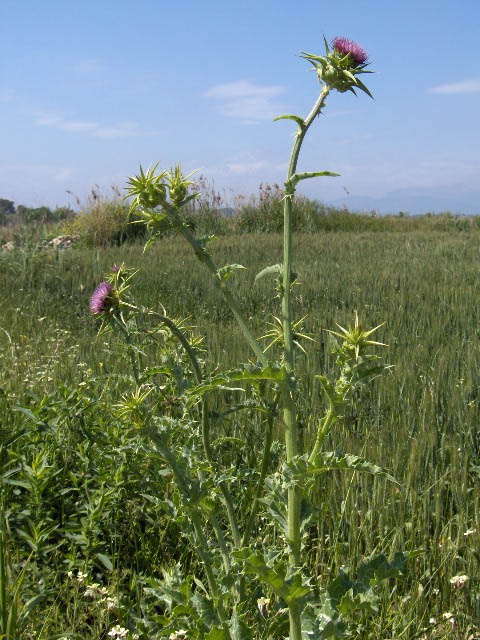
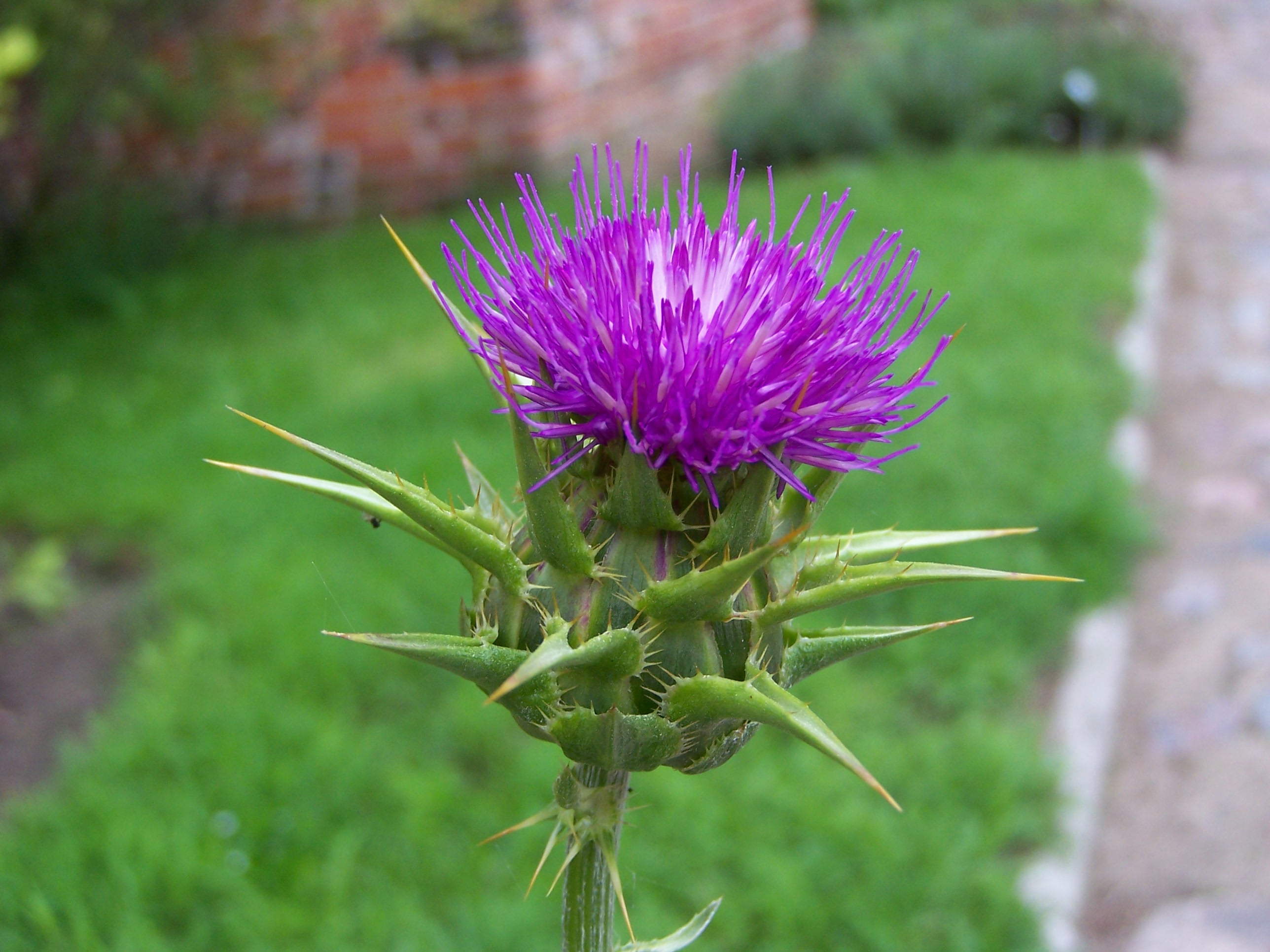
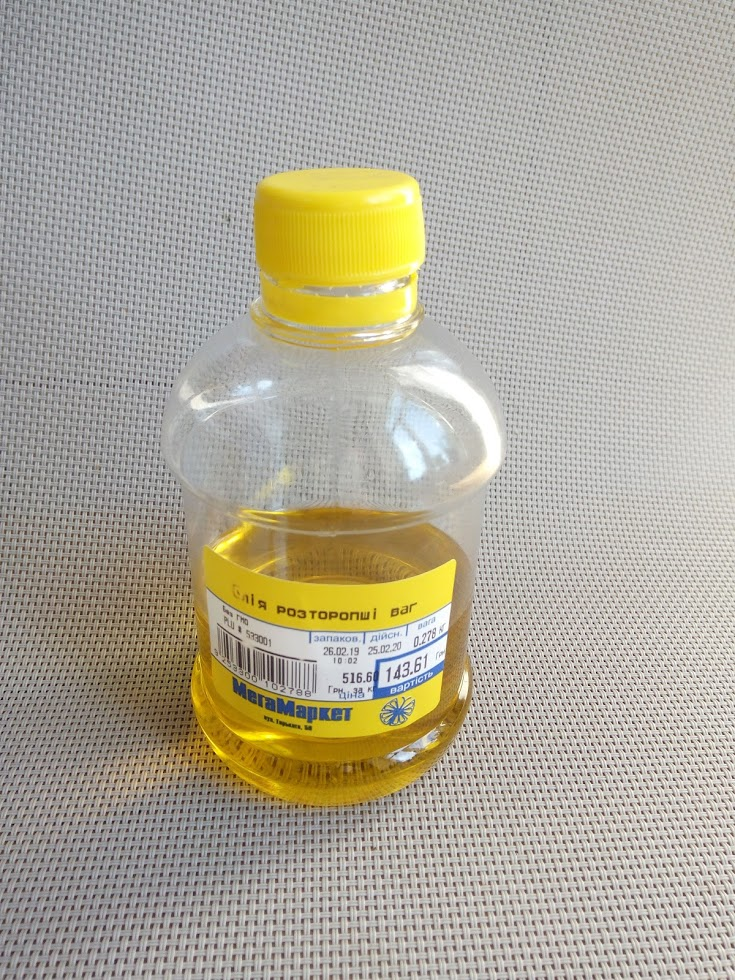
Олія з розторопші